# Az ifjú Sheldon
Az ifjú Sheldon (eredeti cím: Young Sheldon) 2017 és 2024 között vetített a CBS csatornán indult amerikai televíziós vígjátéksorozat. Készítői és vezető producerei Chuck Lorre és Steven Molaro. Az Agymenők-sorozat egy spin-off előzménye, amely a 9 éves Sheldon Cooper életéről szól, aki ekkor Kelet-Texasban él a családjával. A címszerepet Iain Armitage (Hatalmas kis hazugságok - Ziggy Chapman) játssza. A további főszereplők Zoe Perry, Lance Barber, Montana Jordan, Raegan Revord és Annie Potts. A narrátor Jim Parsons, aki az Agymenőkben a felnőtt Sheldon Coopert alakítja, és aki egyben a sorozat executive producere is. A sorozat kidolgozása Parsons ötletéből indult 2016 novemberében. A következő év márciusában kiválasztották Armitage-et és Perryt és a sorozatot megrendelte a CBS. A pilot premierje 2017. szeptember 25-én volt és a CBS további 22 részt rendelt az első évadra. A sorozatot 2017. november 2-án kezdték vetíteni, hetente megjelenő új részekkel. Magyarországon a premier 2018. június 1-én volt az HBO GO streaming szolgáltatáson, ahol a teljes első évadot közzétették, majd július 15-én az HBO3 tűzte műsorára a szériát vasárnaponként rögtön három epizóddal. A Comedy Central 2018. november 5-től kezdte vetíteni új szinkronnal.
2018 januárjában a nagyrészt pozitív kritikák miatt a CBS megrendelte a második évadot is, majd 2019. február 22-én bejelentette, hogy a harmadik és a negyedik évad is megrendelésre került.
2023. novemberében a csatorna bejelentette, hogy a hetedik évaddal befejeződik a sorozat.

## Alaptörténet
Az első évadban 1989–90-ben 9 éves Sheldon Cooper a kelet-texasi kitalált városban, Medfordban kezdi meg középiskolai tanulmányait és próbál kiigazodni az őt körülvevő világban, miközben a családja és barátai az ő különleges intellektuális képességeivel és szociális kihívásaival birkóznak.
A következő évadok Missy (Sheldon ikerhúga) serdülőkori dilemmáival, anyja templomi tevékenységével, valamint Hodkins lelkész és Mimo (egymástól független) párkapcsolati gondjaival is részletesen foglalkoznak.

## Szereplők

### Főszereplők
| Szereplő                         | Színész        | Magyar hang                                          | Magyar hang                                      | Megjegyzés                                                    |
| Szereplő                         | Színész        | HBO3                                                 | Comedy Central                                   | Megjegyzés                                                    |
| -------------------------------- | -------------- | ---------------------------------------------------- | ------------------------------------------------ | ------------------------------------------------------------- |
| Az ifjú Sheldon Cooper           | Iain Armitage  | Sándor Barnabás (1-3. évad)                          | Gergely Attila (1-3. évad)                       | Az Agymenőkből ismert Sheldon Cooper gyerekként.              |
| Az ifjú Sheldon Cooper           | Iain Armitage  | Kelemen Noel (4. évadtól, mindkét szinkron)          |                                                  | Az Agymenőkből ismert Sheldon Cooper gyerekként.              |
| Mary Cooper                      | Zoe Perry      | Zakariás Éva                                         | Solecki Janka                                    | Sheldon anyja.                                                |
| id. George Cooper                | Lance Barber   | Besenczi Árpád                                       | Kapácsy Miklós                                   | Sheldon apja.                                                 |
| George "Georgie" Cooper Jr.      | Montana Jordan | Bauer Gergő (1-4. évad) Kretz Boldizsár (5. évadtól) | Nagy Gereben                                     | Sheldon bátyja.                                               |
| Melissa "Missy" Cooper           | Raegan Revord  | Csikos Léda (1-6. évad) Hegedűs Johanna (7. évad)    | Pál Zsófia                                       | Sheldon ikertestvére.                                         |
| Felnőtt Sheldon Cooper (hang)    | Jim Parsons    | Szabó Máté                                           | Szabó Máté                                       | Az Agymenőkből ismert felnőtt Sheldon Cooperként mint mesélő. |
| Constance "Connie" Tucker "Mimó" | Annie Potts    | Kovács Nóra                                          | Andresz Kati (1-3. évad) Vándor Éva (4. évadtól) | Sheldon anyai nagyanyja.                                      |

### Visszatérő és vendégszereplők
| Szereplő                          | Színész                     | Magyar hang                                                      | Magyar hang | Megjegyzés |
| Szereplő                          | Színész                     | HBO3                                                             | Comedy Central | Megjegyzés |
| --------------------------------- | --------------------------- | ---------------------------------------------------------------- | --- | --- |
| Tam Nguyen                        | Ryan Phuong                 | Berecz Kristóf Uwe                                               | Ács Balázs (1-3. évad) Ifj. Boldog Gábor (4. évad)                                                                    | Sheldon vietnámi-amerikai gyerekkori legjobb barátja, osztálytársa.                                                     |
| Billy Sparks                      | Wyatt McClure               | Kálmán Barnabás                                                  | Berecz Kristóf Uwe (1-4. évad)                                                                                        | A nem túl intelligens szomszéd fiú.                                                                                     |
| Jeff Hodgkins                     | Matt Hobby                  | Seder Gábor                                                      | Seder Gábor | A lelkész. |
| Miss Victoria MacElroy            | Valerie Mahaffey            | Andresz Kati Menszátor Magdolna (3. évad, 4. rész)               | Téglás Judit (1-2. évad) Ősi Ildikó (3. évad)                                                                         | Sheldon osztályfőnöke.                                                                                                  |
| Miss Evelyn Ingram                | Danielle Pinnock            | Kokas Piroska                                                    | ? | Sheldon matematika tanára.                                                                                              |
| Mr. Hubert Givens                 | Brian Stepanek              | Fazekas István (1-4. évad) ? (5. évad)                           | Molnár Kristóf (1-2. évad) Fekete Zoltán (3-5. évad)                                                                  | Sheldon fizika tanára.                                                                                                  |
| Wayne Wilkins                     | Doc Farrow                  | Bognár Tamás                                                     | Szrna Krisztián (3-5. évad)                                                                                           | Testnevelőtanár és másodedző. George legjobb barátja.                                                                   |
| Tom Petersen                      | Rex Linn                    | Törköly Levente (1-6. évad) Faragó András (6. évad néhány része) | Bordás János (1. évad) Maday Gábor (2. évad 16-17. rész) Bácskai János (2. évad 18-19. rész) Németh Gábor (3-5. évad) | Iskolaigazgató. |
| Ms. Sheryl Hutchins               | Sarah Baker                 | Sági Tímea                                                       | Garami Mónika | Iskolakönyvtáros. |
| Herschel Sparks                   | Billy Gardell               | Vári Attila                                                      | Fehér Péter (1. évad) Kerekes József (2. évad)                                                                        | Billy apja. |
| Dr. John Sturgis                  | Wallace Shawn               | Harsányi Gábor                                                   | Forgács Gábor (1-6. évad) Csuha Lajos (7. évad)                                                                       | Mimó egyik udvarlója, később párja; Sheldon egyetemi professzora.                                                       |
| Veronica Duncan                   | Isabel May                  | Czető Zsanett                                                    | Gulás Fanni | Lány, akibe Georgie szerelmes.                                                                                          |
| Linda                             | Andrea Anders               | Madarász Éva                                                     | Madarász Éva | Paige és Erica anyja.                                                                                                   |
| Diane                             | Pam Cook                    | Szórádi Erika                                                    | Bessenyei Emma (1. évad) Csonka Anikó (2. évad)                                                                       | Iskolatitkár. |
| Barry                             | Josh Cooke                  | Láng Balázs                                                      | Király Adrián | Paige és Erica apja. |
| Dr. Eberland                      | Dave Florek                 | ?                                                                | Fehér Péter | Gyerekorvos. |
| Paige                             | Mckenna Grace               | Gyarmati Laura                                                   | Kobela Kíra | Linda és Barry lánya, Erica húga. Sheldon egykori ,,szakmai" ellensége, Missy barátja.                                  |
| Dr. Goetsch                       | John Hartman                | Hamvas Dániel                                                    | Molnár Levente | Pszichiáter. |
| Ira Rosenbloom                    | Richard Kind                | Tarján Péter                                                     | Bartók László (1-2. évad) Bácskai János (3. évad)                                                                     | Mimó egyik udvarlója.                                                                                                   |
| Brenda Sparks                     | Melissa Peterman            | Makay Andrea                                                     | Orosz Anna | Szomszéd nő, Billy és Bobby édesanyja.                                                                                  |
| Mr. Lundy                         | Jason Alexander             | Csankó Zoltán                                                    | Holl Nándor | Drámatanár. |
| Bobbi Sparks                      | Ella Allan Mia Allan        | Dolmány-Bogdányi Korina                                          | Kobela Kíra | Szomszéd kislány, Billy húga.                                                                                           |
| Erica                             | Ella Anderson               | ?                                                                | Hermann Lilla | Linda és Barry lánya, Paige nővére.                                                                                     |
| Luis                              | Paul Bates                  | Bolla Róbert                                                     | ? | Iskolabuszsofőr. |
| Dr. Linkletter                    | Ed Begley Jr.               | Galbenisz Tomasz                                                 | Fazekas István (2-4. évad) Kajtár Róbert (3. évad 17. rész) Tarján Péter (5. évad)                                    | Mimó udvarlója, Sheldon egyetemi professzora.                                                                           |
| Nulla (hang)                      | Anjali Bhimani              | Törtei Tünde                                                     | Kis-Kovács Luca | A nullás szám Sheldon álmában.                                                                                          |
| Egy (hang)                        | Phil Morris                 | Papucsek Vilmos                                                  | Bordás János | Az egyes szám Sheldon álmában.                                                                                          |
| Peg                               | Nancy Linehan Charles       | Kassai Ilona Bókai Mária (3. évad 14. rész, 4. évad)             | Bessenyei Emma | Templomi titkárnő. |
| Dr. Barrett                       | Susan Chuang                | Kiss Erika                                                       | Farkas Zita Erzsébet                                                                                                  | A szénizotópos kormeghatározásról előadást tartó professzor a múzeumban.                                                |
| NASA igazgatója                   | Michael Cudlitz             | Vass Gábor                                                       | Kőszegi Ákos | A NASA igazgatója Sheldon ábrándjában.                                                                                  |
| NASA tudós                        | Dave Theune                 | ?                                                                | Szrna Krisztián | A NASA tudósa Sheldon ábrándjában.                                                                                      |
| Marty Steinbecker                 | Chris Ellis                 | Rosta Sándor                                                     | Dézsy Szabó Gábor | Edző a Tulsai egyetemen.                                                                                                |
| Dr. Edward Pilson                 | Wallace Langham             | ?                                                                | Petridisz Hrisztosz                                                                                                   | Ikerkutatással foglalkozó tudós az East Texas Tech-en.                                                                  |
| Dr. Sandra Thorpe                 | Amy Farrington              | Ősi Ildikó                                                       | Vándor Éva | Ikerkutatással foglalkozó tudós az East Texas Tech-en.                                                                  |
| Marcus                            | Rodney J. Hobbs             | Welker Gábor                                                     | Fehérváry Márton | Fotós. |
| Mrs. Costello                     | Cleo King                   | Kocsis Mariann                                                   | Mohácsi Nóra | Az iskola pályaválasztási tanácsadója                                                                                   |
| Dr. Ronald Hodges                 | Jason Kravits               | Kassai Károly                                                    | Szokol Péter | NASA-mérnök. |
| Fred Murphy                       | Adam Kulbersh               | Harmath Imre                                                     | Galbenisz Tomasz | Ingatlanügynök, aki a bujaságot alakítja Mary és Mr. Lundy áttérítő házában.                                            |
| Vincent                           | Ray Liotta                  | Kőszegi Ákos                                                     | Hegedűs Miklós | Mimó bukmékere. |
| Arthur Jeffries                   | Bob Newhart                 | Forgács Gábor                                                    | Bartók László | Ő Proton professzor Sheldon kedvenc TV műsorában.                                                                       |
| Dave                              | Thomas Adoue Polk           | Kapácsy Miklós                                                   | Sörös Miklós | Eladó a Radio Shack-ben                                                                                                 |
| Randall                           | Charlie Hankin              | ?                                                                | Varga Gábor | Eladó a Radio Shack-ben                                                                                                 |
| Libby                             | Anjelika Washington         | Tamási Nikolett                                                  | Hermann Lilla | Sheldon és Tam geológus barátnője                                                                                       |
| Ms. Fenley                        | Melissa Tang                | Tarr Judit                                                       | Törtei Tünde (2. évad)                                                                                                | Zenetanár Sheldon középiskolájában. (Tang korábban Mandy Chao karakterét is játszotta az Agymenők egyik epizódjában.)   |
| Robinson nővér                    | Vernee Watson               | Gruber Zita                                                      | Koffler Gizella (2. évad)                                                                                             | Ő is számos Agymenők epizódban játszik nővért.                                                                          |
| Dr. Gilbert                       | Wayne Wilderson             | ?                                                                | Láng Balázs | Sheldon orvosa, aki kivette az epehólyagját.                                                                            |
| Gary                              | Chris Flanders              | ?                                                                | Pál Tamás | Sheldon altató orvosa.                                                                                                  |
| Ricky                             | Mauricio Lara               | Gáll Dávid                                                       | Maszlag Bálint | Sheldon szobatársa a korházban.                                                                                         |
| Mrs. Janice Veazey                | Karly Rothenberg            | ?                                                                | ? | Dr. Hodges titkárnője.                                                                                                  |
| Dr. Flora Douglas                 | Frances Conroy              | Tímár Éva                                                        | ? | A bentlakásos iskola igazgatója.                                                                                        |
| Elliot Douglas                    | Harry Groener               | Konrád Antal                                                     | Bartók László | Dr. Flora Douglas férje.                                                                                                |
| Le Nguyen                         | Paul Yen                    | Ágoston Péter                                                    | Sörös Miklós | Tam apja. |
| Trang Nguyen                      | VyVy Nguyen                 | Laurinyecz Réka                                                  | Törtei Tünde | Tam anyja. |
| Elon Musk                         | Elon Musk                   | ?                                                                | ? | A SpaceX vezérigazgatója.                                                                                               |
| Mr. Gilford                       | Barry Corbin                | Barbinek Péter                                                   | Szabó Endre | Idős bácsi, akinek Mary vitt ételt.                                                                                     |
| Pete                              | Travis Guba                 | Szokol Péter                                                     | Fehérváry Márton | A Happy Hearth Házisütöde munkatársa.                                                                                   |
| Jared                             | Jack Seavor McDonald        | Berkes Bence                                                     | ? | Alkalmazott a Davidson's élelmiszerüzletben.                                                                            |
| Schneiderman Rabbi                | John Rubinstein             | Perlaki István                                                   | Koncz István | Rabbi a Júdea Zsinagógából.                                                                                             |
| Beverly Hofstadter (hang)         | Christine Baranski          | ?                                                                | Grúber Zita | Leonard anyja. |
| Mrs. Wolowitz (hang)              | Carol Ann Susi Pamela Adlon | ?                                                                | ? | Howard anyja. |
| Leonard Hofstadter nyolc évesen   | Isaac Harger                | (nem szólal meg)                                                 | (nem szólal meg) | Az Agymenők főszereplői gyerekként.                                                                                     |
| Penny négy évesen                 | Quinn Aune                  | (nem szólal meg)                                                 | (nem szólal meg) | Az Agymenők főszereplői gyerekként.                                                                                     |
| Rajesh Koothrappali kilenc évesen | Rishabh Prabhat             | (nem szólal meg)                                                 | (nem szólal meg) | Az Agymenők főszereplői gyerekként.                                                                                     |
| Howard Wolowitz kilenc évesen     | Ethan Stern                 | (nem szólal meg)                                                 | (nem szólal meg) | Az Agymenők főszereplői gyerekként.                                                                                     |
| Bernadette Rostenkowski öt évesen | Aj Coggeshall               | (nem szólal meg)                                                 | (nem szólal meg) | Az Agymenők főszereplői gyerekként.                                                                                     |
| Amy Farrah Fowler tizenegy évesen | Lily Sanfelippo             | (nem szólal meg)                                                 | (nem szólal meg) | Az Agymenők főszereplői gyerekként.                                                                                     |
| Alf (hang)                        | Paul Fusco                  | ?                                                                | Beregi Péter | Egy tévéműsorban szereplő földönkívüli báb.                                                                             |
| Derek                             | Nick Alvarez                | Bogdán Gergő                                                     | Bogdán Gergő (2. évad 12. rész)                                                                                       | Sheldon osztálytársa.                                                                                                   |
| Bryan                             | Jordan Leer                 | ?                                                                | Hamvas Dániel | A Medford gimi tanulója.                                                                                                |
| Tommy Clarkson                    | Ryan Cargill                | ?                                                                | Szalay Csongor | A Medford gimi tanulója.                                                                                                |
| Jason Davies                      | Forrest Deal                | ?                                                                | Baráth István | A Medford gimi tanulója.                                                                                                |
| Tim                               | Ivan Mallon                 | ?                                                                | Előd Álmos | A Medford gimi tanulója.                                                                                                |
| Nell Cavanaugh                    | Isabella Coben              | ?                                                                | Károlyi Lili | Diákelnök jelölt. |
| Harrison polgármester             | Robert Clotworthy           | ?                                                                | Gardi Tamás | Medford polgármestere.                                                                                                  |
| Glenn                             | Chris Wylde                 | Turi Bálint                                                      | Hám Bertalan (1. évad)                                                                                                | A King Kong Comics tulajdonosa.                                                                                         |
| Selena                            | Zuleyka Silver              | (eredeti nyelven)                                                | (eredeti nyelven) | Jeff Hodgkins lelkész volt felesége.                                                                                    |
| Sheldon Cooper öt évesen          | Parker Dailey               | (nem szólal meg)                                                 | (nem szólal meg) | Sheldon Cooper öt évesen.                                                                                               |
| Stan                              | Kurt Scholler               | Németh Gábor                                                     | ? | Busz jegyárus. |
| Frank                             | Frank Gallegos              | Vida Péter                                                       | ? | Pincér az étteremben.                                                                                                   |
| Víz (hang)                        | Kaley Cuoco                 | Mezei Kitty                                                      | Mezei Kitty | Víz az iskola medencéjében, Sheldon rémálmában.                                                                         |
| Batman (hang)                     | Diedrich Bader              | Welker Gábor                                                     | Pál Tamás | Batman kiszól a képregényből Sheldonnak, hogy nem szép dolog tettetni a beteget, mely hatására bevallja az anyukájának. |
| Kenneth                           | Jim Beaver                  | Bácskai János                                                    | ? | Férfi a temetőben. |
| Dr. Bowers                        | Ryan Stiles                 | Jakab Csaba                                                      | ? | Fogorvos. |
| Dale Ballard                      | Craig T. Nelson             | Trokán Péter                                                     | Varga T. József | Connie barátja Dr. Sturgis után.                                                                                        |
| Jana Boggs                        | Ava Allan                   | Laudon Andrea                                                    | Boldog Emese | Georgie barátnője. |
| Robin                             | Mary Grill                  | Ligeti Kovács Judit                                              | ? | Jeff Atya felesége. |
| June                              | Reba McEntire               | Kiss Mari                                                        | Farkasinszky Edit | Dale Ballard volt felesége.                                                                                             |
| Amy Farrah Fowler                 | Mayim Bialik                | Szabó Zselyke                                                    | Szabó Zselyke | Az Agymenők főszereplője.                                                                                               |
| Linda Hagemayer rektor            | Wendie Malick               | Bencze Ilona                                                     | Szórádi Erika | Az East Texas Tech rektora.                                                                                             |
| Gary O'Brian                      | Dave Foley                  | ?                                                                | ? | Az East Texas Tech egyik nagy jótevője.                                                                                 |
| Sam                               | Taylor Spreitler            | Antóci Dorottya                                                  | Hermann Lilla | Az East Texas Tech egyik tanulója.                                                                                      |
| David Hasselhoff                  | David Hasselhoff            | Forgács Péter                                                    | Orbán Gábor | Mr. Lundy cowboy aerobik videójának főszereplője.                                                                       |
| Dr. Patel                         | Ramiz Monsef                | Széles Tamás                                                     | ? | Sheldon orvosa, mikor eltört a karja.                                                                                   |
| Darlene                           | Julia Pace Mitchell         | Nádasi Veronika                                                  | ? | Wayne Wilkins felesége.                                                                                                 |
| Dora Ericson professzor           | Melanie Lynskey             | Bartsch Kata                                                     | ? | Sheldon filozófiaprofesszora.                                                                                           |
| Mildred                           | Judith Drake                | ?                                                                | ? | Idős néni, aki az unokáját keresi csipogón, de csak Georgiet éri el.                                                    |
| Hortense                          | Diane Ladd                  | ?                                                                | ? | Idős nő a templomi buszon.                                                                                              |
| Vern                              | Alan Rachins                | ?                                                                | Dézsy Szabó Gábor | Idős férfi a templomi buszon.                                                                                           |
| Doris                             | Marla Gibbs                 | ?                                                                | Bessenyei Emma | Idős nő a templomi buszon.                                                                                              |
| Malcolm Green                     | Rob Brownstein              | Végh Péter                                                       | Katona Zoltán | IRS ügyintéző. |
| Ashley                            | Holly J. Barrett            | ?                                                                | Hermann Lilla | Mildred unokája. |
| Madge                             | Liz Jenkins                 | (nem szólal meg)                                                 | (nem szólal meg) | Dr. Sturgis kolléganője a Davidson's élelmiszerüzletnél.                                                                |
| Mandy McAllister                  | Emily Osment                | Györfi Anna                                                      | Magyar Viktória | Georgie 29 éves barátnője, aki teherbe esett.                                                                           |
| Rob Atya                          | Dan Byrd                    | Bozsó Péter                                                      | Pintér Gábor Attila                                                                                                   | Ifjúsági lelkész és hitoktató a templomban, akivel Mary bizalmas barátságot alakít ki.                                  |
| Boucher professzor                | Lance Reddick               |                                                                  | Maday Gábor | Sheldon mérnök professzora az egyetemen.                                                                                |
| Jake rendőrtiszt                  | Bill Fagerbakke             | Várkonyi András                                                  | Beratin Gábor | Dale rendőr barátja, aki bezáratja Connie titkos kaszinóját.                                                            |
| Howard Wolowitz                   | Simon Helberg               | Karácsonyi Zoltán                                                | Karácsonyi Zoltán | Az Agymenők főszereplője.                                                                                               |
| Bobby                             | Matthew Josten              |                                                                  | ? | Sheldon évfolyamtársa az egyetemen.                                                                                     |
| Roy                               | Drew Powell                 | Schneider Zoltán                                                 | Csík Csaba | George munkája ellen hangosan kikelő apuka.                                                                             |
| Darren                            | Caleb Emery                 |                                                                  | Penke Bence | Sheldon kollégiumi szomszédja.                                                                                          |
| Oscar                             | Ivan Mok                    |                                                                  | Czető Ádám | Sheldon kollégiumi szomszédja.                                                                                          |
| Abby                              | Maddy Caddell               |                                                                  | Magyar Viktória | Darren és Oscar barátja, akivel Dungeons and Dragonst játszanak.                                                        |
| Dr. Carol Lee                     | Ming-Na Wen                 |                                                                  | Nyírő Eszter | Új kozmológus-fizikus az egyetemen, Sheldon szellemi nemezise.                                                          |
| Pat                               | Stephanie Hodge             | Réti Szilvia                                                     | ? | Csapos a "Tűzoltóság" nevű kocsmában.                                                                                   |
| Wade                              | Grady Lee Richmond          | Dézsy Szabó Gábor                                                | Bartók László | Meemaw visszatérő ügyfele a kaszinóban.                                                                                 |
| Pattanás                          | Penn Jillette               | Bácskai János                                                    | Petridisz Hrisztosz                                                                                                   | Sheldon pattanásának megszeméyesítése.                                                                                  |
| Genny                             | Teller                      | (nem szólal meg)                                                 | (nem szólal meg) | Sheldon pattanásának megszemélyesítése.                                                                                 |

## Epizódok
| Évad | Évad | Részek száma | Részek száma | Eredeti sugárzás     | Eredeti sugárzás  | Eredeti adó | Magyar sugárzás   | Magyar sugárzás     | Magyar adó |
| Évad | Évad | Részek száma | Részek száma | Évadbemutató         | Évadzáró          | Eredeti adó | Évadbemutató      | Évadzáró            | Magyar adó |
| ---- | ---- | ------------ | ------------ | -------------------- | ----------------- | ----------- | ----------------- | ------------------- | ---------- |
|      | 1.   | 22           | 22           | 2017. szeptember 25. | 2018. május 10.   | CBS         | 2018. július 15.  | 2018. augusztus 26. |            |
|      | 2.   | 22           | 22           | 2018. szeptember 24. | 2019. május 16.   | CBS         | 2018. november 4. | 2019. június 16.    |            |
|      | 3.   | 21           | 21           | 2019. szeptember 26  | 2020. április 30. | CBS         | 2019. november 9. | 2020. július 16.    |            |
|      | 4.   | 18           | 18           | 2020. november 5.    | 2021. május 13.   | CBS         | 2021. március 20. | 2021. július 17.    |            |
|      | 5.   | 22           | 22           | 2021. október 7.     | 2022. május 19.   | CBS         | 2022. február 5.  | 2022. július 30.    |            |
|      | 6.   | 22           | 22           | 2022. szeptember 29. | 2023. május 18.   | CBS         | 2023. január 7.   | 2023. augusztus 26. |            |
|      | 7.   | 14           | 14           | 2024. február 15.    | 2024. május 16.   | CBS         | 2024. május 29.   | 2024. augusztus 21. |            |